# Kulazjenka
Kulazjenka (ryska: Кулаженка) är ett vattendrag i Belarus.   Det ligger i voblasten Mahiljoŭs voblast, i den nordöstra delen av landet, 200 km öster om huvudstaden Minsk.
Trakten runt Kulazjenka består till största delen av jordbruksmark. Runt Kulazjenka är det ganska glesbefolkat, med 23 invånare per kvadratkilometer.